# Пегов, Анатолий Михайлович

Анатолий Михайлович Пегов — советский хозяйственный, государственный и политический деятель.

## Биография
Родился в 1910 году в Москве в рабочей семье. Брат Николая Михайловича Пегова, секретаря Президиума Верховного Совета СССР. Член КПСС с 1930 года.
С 1930 года — на хозяйственной, общественной и политической работе. В 1930—1976 гг. — на комсомольской работе в Москве, первый секретарь Московского городского комитета ВЛКСМ, комиссар управления всеобщего военного обучения населения Наркомата обороны СССР, организатор подпольной комсомольской сети в Москве, участник переноса останков Зои Космодемьянской на Новодевичье кладбище, первый секретарь Пролетарского райкома ВКП(б) города Москвы, секретарь исполнительного комитета Московского городского Совета депутатов трудящихся, первый заместитель начальника Главного архивного управления при Совете Министров СССР, московский краевед и историк.
За монографию «Очерки истории Московской организации ВЛКСМ» (М.: Московский рабочий, 1976) удостоен премии Ленинского комсомола в области науки и техники 1977 года.
Избирался депутатом Верховного Совета РСФСР 4-го и 5-го созывов. Делегат XVIII, XIX и XX съездов КПСС.
Умер в Москве в 1995 году.

## Награды
- Орден Октябрьской Революции (17.03.1980)[1]
- Орден Отечественной войны I степени (06.11.1985)
- Орден Отечественной войны II степени (06.04.1985)
- три ордена Трудового Красного Знамени (в т.ч. 28.10.1948)
- Орден «Знак Почёта»
- медали